# 中和里 (后里區)
中和里，為臺灣臺中市后里區中部的一個里，人口約2千9百人。中和里屬於后里區的鄉村地區，東與北隔墩西里，西隔眉山里，南隔舊社里。